# CASP8AP2
A proteína 2 associada a CASP8 é uma proteína que em humanos é codificada pelo gene CASP8AP2.